# Basilica di Santa Maria Maggiore de Dom
La basilica di Santa Maria Maggiore de Dom era una basilica di Brescia, fondata in epoca paleocristiana sul lato est dell'attuale piazza del Duomo, accanto alla basilica di San Pietro de Dom. Probabilmente distrutta da un incendio o da un terremoto nel corso dell'XI secolo, fu definitivamente demolita nel XII secolo per la realizzazione del duomo vecchio.

## Ipotesi storiografica
L'antica basilica invernale, dedicata alla Madonna Assunta, fu fondata probabilmente nel VI secolo e doveva avere dimensioni modeste. L'appellativo de Dom deriva dalla vicinanza con l'antica domus episcopale, dove risiedeva il vescovo con tutto il clero urbano, ancora oggi identificabile con il palazzo vescovile in via Mazzini, proprio dietro le cattedrali. La chiesa era affiancata dalla basilica di San Pietro de Dom, la cattedrale estiva, di costruzione più tarda. Nell'anno 848 il vescovo Ramperto vi trasferisce dalla basilica di Sant'Andrea fuori le mura le reliquie di san Filastrio, uno dei padri della cristianità bresciana, e le pone nella cripta di San Filastrio, tuttora esistente sotto il duomo vecchio: ciò impone che, prima dell'848, la cripta doveva già essere stata costruita. Non si hanno dati certi sul come e perché, circa duecento anni dopo, sia andata distrutta.
(Paolo Guerrini, Il Duomo Vecchio in Santuari, chiese, conventi, Edizioni del Moretto, Brescia, 1986)
All'epoca in cui è collocabile la distruzione della basilica sono registrati, difatti, due incendi e due terremoti che afflissero la città nell'arco di soli settant'anni, in particolare l'incendio del 1096 che devastò la zona di piazza del Duomo e l'intero quartiere suburbano del Cordusio, distruggendo i nuclei originari della chiesa di Sant'Agata e della chiesa di San Giovanni e dando il nome, poi rimasto nei secoli, a porta Bruciata. Oltretutto, il primo terremoto fra i due segnalati viene registrato nel 1051, il che avrebbe potuto già compromettere la stabilità dell'edificio, del tutto minata nell'incendio di pochi decenni dopo. Gli altri due eventi registrati, un nuovo terremoto nel 1117 e un altro incendio nel 1144, sono troppo tardi per aver potuto interessare Santa Maria Maggiore de Dom, visto che in quegli anni era quasi certamente già avviata la fabbrica del duomo vecchio.

## Ricostruzione
Della basilica oggi non rimane nulla, se non i resti delle sue fondazioni messi in evidenza sulla pavimentazione interna del Duomo vecchio attraverso l'utilizzo di piastrelle nere, corredate da una scritta, anch'essa posta sul pavimento, che ricorda l'esistenza dell'edificio. Apparterrebbero alla basilica anche i mosaici di epoca romana visibili in più punti all'interno del duomo. Risulta invece praticamente impossibile risalire all'aspetto degli alzati dell'edificio, ad esempio la facciata, poiché non ci sono pervenute testimonianze iconografiche e un'ipotesi di ricostruzione, basandosi sullo spessore delle fondamenta e dei contrafforti a noi giunti, non è mai stata compiuta.